# Der Sommer, in dem ich berühmt werde (ohne dass meine Eltern es merken)
Der Sommer, in dem ich berühmt werde (ohne dass meine Eltern es merken) (Originaltitel: Geel Gras) ist ein Kinderbuch des niederländischen Schriftstellers Simon van der Geest. Erzählt wird die Geschichte von Finja, die von ihren Eltern auf einem Campingplatz in Frankreich vergessen wird. Zusammen mit Jantwan schmiedet sie einen Plan, um ihre Eltern wiederzufinden.
Van der Geests Debüt Der Sommer, in dem ich berühmt werde wurde 2009 beim niederländischen Querido Verlag in niederländischer Sprache veröffentlicht und umfasst 120 Seiten. Die deutsche Übersetzung erschien 2011 bei der Verlagsgruppe Oetinger und hat 112 Seiten. Eva Schweikart besorgte die Übersetzung.
Das Buch wurde 2009 für die Goldene Büchereule nominiert.

## Handlung
Finja ist mit ihren Eltern im Frankreichurlaub auf einem Campingplatz. An dem Tag ihrer Abreise wacht Finja auf und ihre Eltern sind weg. Sie haben sie vergessen – und das nicht zum ersten Mal. Im letzten Sommer hatte sie sich im Sand eingebuddelt. Unfähig, sich zu befreien, musste sie dabei zuschauen, wie ihre Eltern in Richtung Auto aufbrachen und erst gegen Abend wiederkamen, weil ihnen auffiel, dass ihre Tochter nicht dabei war.
Finja ist den Tränen nahe. Doch sie überlegt, wie sie ihre Eltern daran erinnern kann, endlich umzukehren, und klettert, einen langen Baumstamm hinter sich her ziehend, auf den höchsten Punkt in der Gegend: einen Hügel mit einer Burg. Dort angekommen, bindet sie ihren pinken Pullover wie eine Fahne an den Stamm. Doch es sind nicht ihre Eltern, die auf ihr Signal aufmerksam werden, sondern Jantwan, der selbst eine Pullifahne schwenkt und eigentlich Jean-Antoine heißt. Er ist vor seiner überfürsorglichen Mutter geflohen, die ihm alles verbietet, was Kindern Spaß macht. Finja erzählt ihm, dass sie alleine Urlaub mache. 
Als die beiden zu ihrem Zelt gehen, um dort zu schlafen, steht ein Wohnwagen dort, wo ihre Eltern ihr Zelt hatten, und ein großer Schäferhund versperrt den Weg. Er beginnt zu kläffen und auf die beiden zuzulaufen, so dass sie fliehen müssen. Finja kann Jantwan dazu überreden, das erste Mal in seinem Leben schwimmen zu gehen. Die beiden tauchen, betrachten den Mond unter Wasser und verkleiden sich als Seehexen. Als sie zum Zelt zurückkehren, ist der Hund glücklicherweise eingeschlafen. 
Am nächsten Tag gesteht Finja Jantwan, dass sie nicht alleine im Urlaub ist, sondern dass ihre Eltern sie vergessen haben. Er verspricht ihr, ihr bei der Suche nach ihren Eltern zu helfen. Doch in der Stadt verlieren sie sich zunächst und Finja wird beinahe von älteren Jungs verprügelt, bevor sie Jantwan auf einem Festplatz wiederfindet. Den beiden kommt die Idee, dass sie berühmt werden könnten, sodass Finja ihre Eltern wiederfinden und Jantwan sich von den Regeln seiner Mutter befreien kann. 
Während sie noch überlegen, wie sie ihren Plan umsetzen können, beobachten die beiden einen Bäcker, der eine riesige Torte in ein Zelt trägt. Als er es wieder verlässt, schleichen sie mit knurrenden Mägen zur Torte, um davon zu naschen. Beinahe werden die beiden erwischt. Den letzten Ausweg sehen sie darin, sich in der Torte zu verstecken, die von innen hohl ist. Die Männer, die das Zelt betreten haben, sperren einige Tauben zu den Kindern, bevor sie das kleine Türchen, durch das die beiden hereingekommen sind, absperren. Da haben die beiden auf einmal eine Idee, wie sie berühmt werden können. Als die Torte schließlich herausgetragen wird, um die Tauben zu befreien, schleudert Jantwan Finja aus der Torte und sie landet auf den Armen der Menge. 
Auch Jantwans Mutter ist in der Menge und unendlich glücklich, ihren Sohn wiederzuhaben, doch sie muss ihm versprechen, dass er von nun an schwimmen, Fußball spielen und barfuß durch Gras laufen darf. Nachdem die beiden Adressen ausgetauscht haben, kehrt Finja nun alleine zu ihrem Zelt zurück und träumt von ihrem Ruhm. Am nächsten Morgen hört sie das Bremsen eines Autos – ihre Eltern sind zurückgekehrt – und sie haben noch nicht einmal etwas von Finjas Berühmtheit mitbekommen.

## Figuren
Finja
Für die elfjährige Finja ist es nicht das erste Mal, dass sie von ihren Eltern vergessen wurde und sie geht zunächst relativ pragmatisch mit der Situation um und versucht, auf irgendeinem Weg ihre Eltern daran zu erinnern, dass sie sie vergessen haben. Trotzdem fühlt sie sich ungeliebt und erzählt Jantwan zunächst nicht die Wahrheit, warum sie alleine auf dem Campingplatz wohnt. Obwohl Finja nach außen vorgibt stark zu sein, muss sie trotzdem mit den Tränen kämpfen, wenn sie an ihre Eltern denkt und hat Angst, dass die beiden sich ein netteres Kind besorgen, weil sie ihrem Vater aus Versehen ein bisschen Ärger gemacht hat. Trotzdem liebt sie ihre Eltern, die letztendlich einfach nur schusselig sind und freut sich, als die beiden zurückkommen, um sie abzuholen.
Jantwan
Jantwan, der genauso alt ist wie Finja, ist vor seiner überfürsorglichen Mutter geflohen, die ihm nicht erlaubt im See zu baden, weil es dort Blutegel gebe, und auch nicht im Pool, denn dort sei zu viel Chlor drin. Er darf weder rennen, noch Fußball spielen, auch nicht barfuß durchs Gras gehen oder am Tisch singen. Außerdem muss er immer herzhafte Brote essen und jeden Tag zwei Äpfel, weil er – laut seiner Mutter – einen schwachen Kiefer hat. Deshalb traut er sich auch zunächst nicht, wenn Finja ihn auffordert, über das Gitter mit den Spitzen zu klettern oder mit im See schwimmen zu gehen. Doch in ihrer Gesellschaft blüht Jantwan langsam auf und genießt die gemeinsamen Abenteuer. Als er seine Mutter wiedertrifft, kann er ihr mit gestärktem Selbstbewusstsein sagen, was ihm nicht gefällt.

## Literarische Gattung und Stil
Der Sommer in dem ich berühmt werde kann verschiedenen literarischen Genres zugeordnet werden. Neben einer Einordnung als Kinderbuch weist es Eigenschaften einer Abenteuergeschichte, aber auch eines Entwicklungsromans auf.

## Öffentliche Buchpräsentationen
Das Buch wurde beim Kinder- und Jugendprogramm des 16. Internationalen Literaturfestivals Berlin im September 2016 als internationale Premiere in Anwesenheit des Schriftstellers vorgestellt.